# طرق ميل

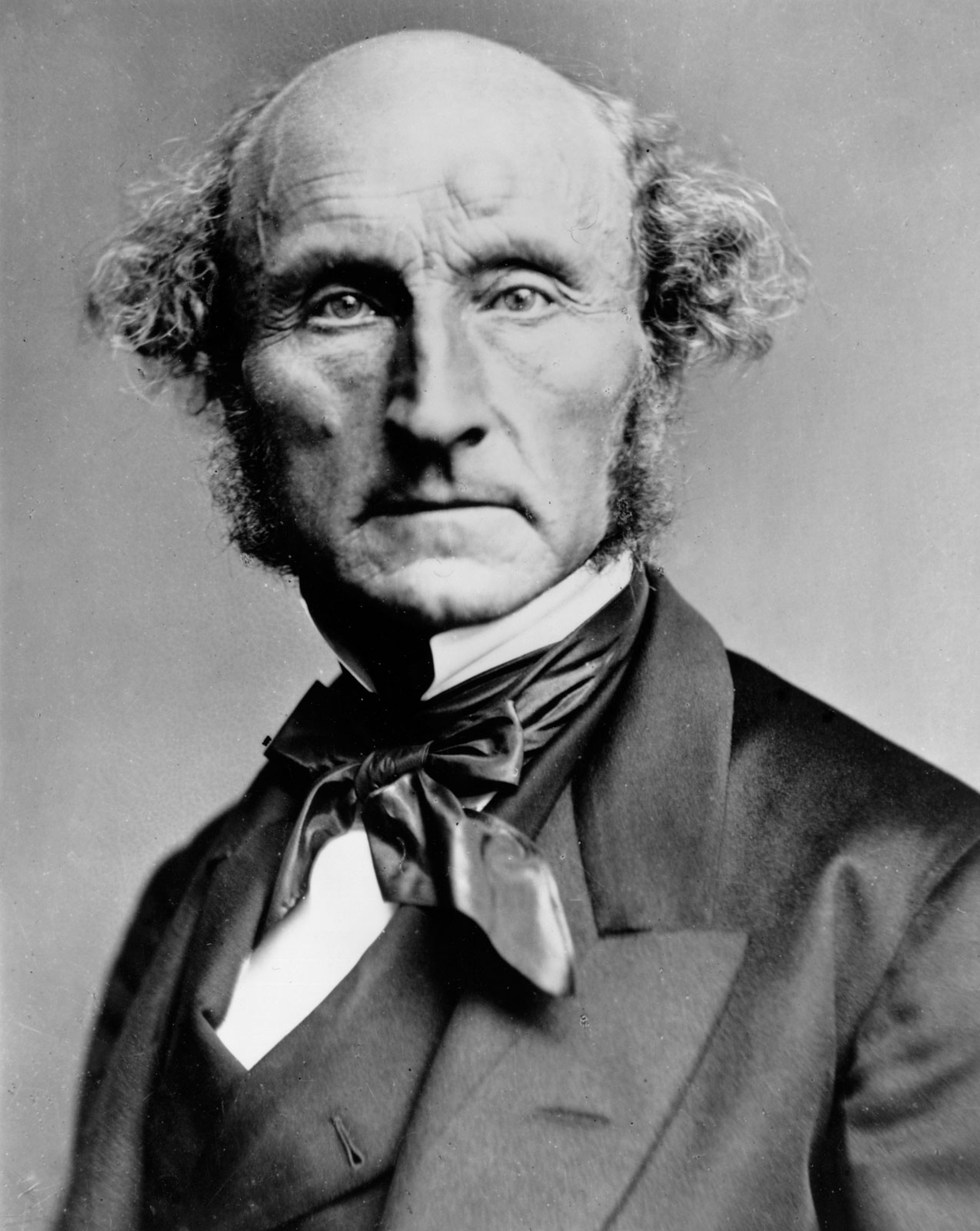

طرق ميل (بالإنجليزية: Mill's Methods) هي خمس طرق للاستقراء وصفها الفيلسوف جون ستيوارت ميل في كتابه 1843 نظام المنطق. إنها تهدف إلى إلقاء الضوء على قضايا السببية.

## الطرق

### الطريقة المباشرة للاتفاق
لكي تكون الخاصية شرطًا ضروريًا، يجب أن تكون موجودة دائمًا إذا كان التأثير موجودًا. بما أن الأمر كذلك، فنحن مهتمون بالنظر في الحالات التي يكون فيها التأثير موجودًا وملاحظة أي الخصائص، من بين تلك التي تعتبر «ظروفًا ضرورية محتملة» موجودة والتي تكون غائبة. من الواضح أن أي خصائص غائبة عند وجود التأثير لا يمكن أن تكون شروطًا ضرورية للتأثير. يشار إلى هذه الطريقة أيضًا بشكل عام في السياسة المقارنة باعتبارها تصميم الأنظمة الأكثر اختلافًا. من الناحية الرمزية، يمكن تمثيل طريقة الاتفاق على النحو التالي:
تحدث ABCD مع wxyz
تحدث AEFG مع wtuv
———————————————————
لذلك فإن A هو سبب أو نتيجة w.
لتوضيح هذا المفهوم بشكل أكبر، فكر في بلدين مختلفين هيكليًا. البلد «أ» مستعمرة سابقة، لديها حكومة يسار الوسط، ولها نظام فيدرالي بمستويين من الحكومة. لم تكن الدولة «ب» مستعمرة أبدًا، ولديها حكومة يسار وسط ودولة موحدة. أحد العوامل المشتركة بين البلدين، المتغير التابع في هذه الحالة، هو أن لديهما نظامًا للرعاية الصحية الشاملة. بمقارنة العوامل المعروفة عن البلدان المذكورة أعلاه، يستنتج عالم السياسة المقارن أن الحكومة التي تجلس على يسار الوسط من الطيف ستكون المتغير المستقل الذي يتسبب في نظام رعاية صحية شاملة، لأنه العامل الوحيد من بين العوامل فحص ما هو ثابت بين البلدين، والدعم النظري لتلك العلاقة سليم؛ غالبًا ما تتضمن سياسات الديمقراطية الاجتماعية (يسار الوسط) الرعاية الصحية الشاملة.

### طريقة الاختلاف
تُعرف هذه الطريقة أيضًا بشكل عام بأنها أكثر تصميم الأنظمة تشابهًا في السياسة المقارنة.
تحدث ABCD مع wxyz
تحدث BCD مع xyz
———————————————————
لذلك فإن (أ) هو السبب أو النتيجة أو جزء من سبب ث.
كمثال على طريقة الاختلاف، فكر في بلدين متشابهين. تتمتع الدولة «أ» بحكومة يمين وسط ونظام موحد وكانت مستعمرة سابقة. تتمتع الدولة «ب» بحكومة يمين وسط، ونظام موحد، لكنها لم تكن مستعمرة أبدًا. الفرق بين الدول هو أن الدولة «أ» تدعم المبادرات المناهضة للاستعمار، في حين أن الدولة «ب» لا تدعمها. ستحدد طريقة الاختلاف المتغير المستقل ليكون حالة كل بلد كمستعمرة سابقة أم لا، مع كون المتغير التابع داعمًا لمبادرات مكافحة الاستعمار. هذا لأنه، من بين البلدين المتشابهين المقارنين، يكون الاختلاف بين الاثنين هو ما إذا كانا مستعمرة في السابق أم لا. ثم يفسر هذا الاختلاف في قيم المتغير التابع، حيث من المرجح أن تدعم المستعمرة السابقة إنهاء الاستعمار أكثر من الدولة التي ليس لها تاريخ في كونها مستعمرة.

### الطريقة المشتركة للاتفاق والاختلاف
يُعرف أيضًا باسم «الطريقة المشتركة»، ويمثل هذا المبدأ ببساطة تطبيق أساليب الاتفاق والاختلاف.
من الناحية الرمزية، يمكن تمثيل الطريقة المشتركة للاتفاق والاختلاف على النحو التالي:
تحدث ABC مع xyz
تحدث ADE مع xvw أيضًا BC تحدث مع yz
———————————————————
لذلك فإن (أ) هو سبب أو نتيجة أو جزء من سبب س.

### طريقة المخلفات
إذا كان يُعتقد أن مجموعة من العوامل تسبب مجموعة من الظواهر، وقمنا بمطابقة جميع العوامل، باستثناء واحدة، مع جميع الظواهر، باستثناء واحدة، فيمكن أن تُعزى الظاهرة المتبقية إلى العامل المتبقي.
يمكن تمثيل طريقة المخلفات بشكل رمزي على النحو التالي:
تحدث ABC مع xyz
من المعروف أن ب هو سبب ذ
من المعروف أن C هو سبب z
———————————————————
لذلك فإن A هو سبب أو تأثير x.

### طريقة الاختلافات المصاحبة
إذا كانت بعض خصائص الظاهرة عبر مجموعة من الظروف التي تؤدي إلى ظاهرة، تختلف جنبًا إلى جنب مع بعض العوامل الموجودة في الظروف، فيمكن عندئذٍ ربط الظاهرة بهذا العامل. على سبيل المثال، افترض أنه تم العثور على عينات مختلفة من الماء، تحتوي كل منها على الملح والرصاص، على أنها سامة. إذا اختلف مستوى السمية جنبًا إلى جنب مع مستوى الرصاص، يمكن للمرء أن يعزو السمية إلى وجود الرصاص.
من الناحية الرمزية، يمكن تمثيل طريقة التباين المصاحب على أنها (مع ± تمثل التحول):
تحدث ABC مع xyz
ينتج عن A ± BC x ± y z.
——————————————————————
لذلك، A و x مرتبطان سببيًا
على عكس الطرق الاستقرائية الأربعة السابقة، لا تتضمن طريقة التباين المصاحب القضاء على أي ظرف. يؤدي تغيير حجم أحد العوامل إلى تغيير حجم عامل آخر.

## الروابط الخارجية
- التفكير السببي
- طرق ميل لتحديد الأسباب